# Vladimir Šujster
Vladimir Šujster (Samobor, 26 maggio 1972) è un ex pallamanista croato.

## Palmarès

### Olimpiadi
- 1 medaglia:
  - 1 oro (Atlanta 1996)